# Massacre de Gumushi
Le massacre de Gumushi a lieu le 28 mai 2014 pendant l'insurrection de Boko Haram.

## Déroulement
Le 28 mai 2014, vers six heures du matin, des dizaines de membres de Boko Haram vêtus d'uniformes militaires entrent dans trois villages de l'État de Borno à bord de pick-up et de motos. Les islamistes attaquent d'abord les villages d'Amuda et d'Arbokko, vers deux heures du matin, puis quatre heures plus tard, Gumushi est assaillie à son tour. Les islamistes incendient les habitations à coups de cocktails Molotov et ouvrent le feu sur les civils qui tentent de s'enfuir,.
Le massacre le plus important a lieu à de Gumushi, situé à 125 kilomètres de Maiduguri, 26 habitants de ce village sont tués selon les déclarations anonymes d'un officier nigérian à l'AFP. En revanche des médias locaux affirment que 42 personnes ont été massacrées pour le seul village de Gumushi. D'après des habitants, les tueries dans les localités voisines d'Amuda et Arbokko ont fait neuf morts, 13 blessés et des dizaines de maisons ont été détruites,.